# شعب بن جعشان (المفلحي)
شعب بن جعشان هي إحدى قرى عزلة المفلحي بمديرية المفلحي التابعة لمحافظة لحج، بلغ تعداد سكانها 20 نسمة حسب تعداد اليمن لعام 2004.